# Bob Wickersham
Bob Wickersham était un animateur, réalisateur et scénariste américain ayant travaillé entre autres pour les studios Disney.

## Filmographie partielle

### Comme animateur
- 1936 : De l'autre côté du miroir (Thru the Mirror) de David Hand
- 1937 : Le Vieux Moulin de Wilfred Jackson
- 1937 : Les Revenants solitaires (Lonesome Ghosts) de Burt Gillett
- 1940 : Fantasia segment L'Apprenti sorcier